# Bogengewichtsmauer

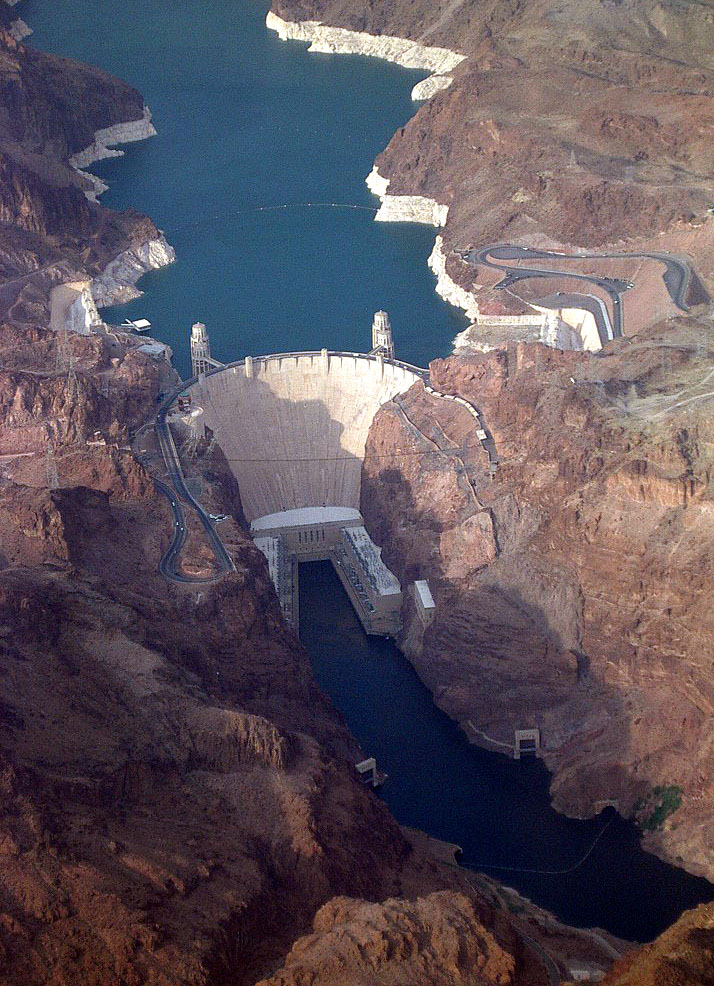
Hoover Dam

Eine Bogengewichtsmauer oder Bogengewichtsstaumauer ist eine Bauform für das Absperrbauwerk einer Talsperre. Sie ist eine Mischung aus einer Gewichtsstaumauer und einer Bogenstaumauer. Ein Teil der Lasten wird über Gewölbewirkung abgetragen, der Rest durch das Standmoment der Mauer. Die notwendige Aufstandsfläche ist geringer als bei einer Gewichtsstaumauer. Die Vorteile sind gegenüber einer Gewichtsstaumauer das geringere Betonvolumen und gegenüber einer Bogenstaumauer die geringere Belastung der Talflanken und geringere Wirkung des Schwindens des Betons.
Auch Mauern, die im unteren Teil als Bogenstaumauer ausgebildet sind und auf denen oben eine Gewichtsstaumauer aufgesetzt ist (wie bei der Okertalsperre), oder umgekehrt, gelten als Bogengewichtsstaumauer. Solche Formen kommen vor, wenn es sich aufgrund der Talform anbietet.

## Beispiele
- Okertalsperre (Deutschland)
- Zervreila (Schweiz)
- Spitallamm am Grimselsee, mit 114 m Höhe bei Fertigstellung 1932 die höchste Talsperre der Welt[2]
- Schlegeisspeicher (Österreich)
- Karakaya-Talsperre (Türkei)
- Hoover Dam (Boulder Dam) (USA)
- Der Sajano-Schuschensker Stausee hat mit 242 m die höchste Bogengewichtsstaumauer. (Russland)
- Glen Canyon Dam Arizona; USA (Grand Canyon)